# Chrysapace costatus
Chrysapace costatus (лат.) — вид муравьёв рода Chrysapace из подсемейства Dorylinae.

## Распространение
Северная Индия, штат Уттаракханд, 640 м.

## Описание
Мелкие муравьи (около 7 мм) чёрного цвета (ноги и усики светлее), мономорфные, с глубоко бороздчатой скульптурой всего тела и открытыми усиковыми впадинами.
Длина головы (HL) 1,23 мм; ширина головы (HW) 1,14 мм; длина скапуса усика (SL) 0.80 мм; головной индекс (CI) 92; индекс скапуса (SI) 70.
Стебелёк двухчлениковый, но явные перетяжки между следующими абдоминальными сегментами отсутствуют. Проното-мезоплевральный шов развит.
Усики рабочих и самок 12-члениковые (у самцов 13). Оцеллии у рабочих развиты, сложные глаза крупные (более 20 фасеток). Нижнечелюстные щупики рабочих 5-члениковые, нижнегубные щупики состоят из 3 сегментов. Средние и задние голени с двумя гребенчатыми шпорами. Претарзальные коготки с зубцом. Биология неизвестна.

## Систематика
Вид Chrysapace costatus был впервые описан в 2013 году под названием Cerapachys costatus Bharti and Wachkoo, 2013 по материалам из Индии.
В 2016 включён в состав рода Chrysapace, восстановленного в самостоятельном родовом статусе в ходе ревизии всех кочевых муравьёв, проведённой американским мирмекологом Мареком Боровицем (Marek L. Borowiec, Department of Entomology and Nematology, Калифорнийский университет в Дейвисе, Дейвис, штат Калифорния, США). Первоначально входил в состав подсемейства Cerapachyinae. В 2014 году было предложено (Brady et al.) включить его и все дориломорфные роды и подсемейства в состав расширенного подсемейства Dorylinae.